# Oporto Challenger 1993
L'Oporto Challenger 1993 è stato un torneo di tennis facente parte della categoria ATP Challenger Series nell'ambito dell'ATP Challenger Series 1993. Il torneo si è giocato a Porto in Portogallo dal 28 giugno al 4 luglio 1993 su campi in terra rossa.

## Vincitori

### Singolare
Younes El Aynaoui ha battuto in finale  Jordi Arrese con il punteggio di 7–5, 0–6, 6–4

### Doppio
Menno Oosting /  Daniel Vacek hanno battuto in finale  Jordi Burillo /  Javier Sánchez con il punteggio di 6–3, 7–6